# Валдір Бенедіто
Валдір Бенедіто (порт. Valdir Benedito, нар. 25 жовтня 1965, Араракуара, Бразилія) — бразильський футболіст, що грав на позиції півзахисника. Виступав за національну збірну Бразилії.
Володар Кубка КОНМЕБОЛ. Переможець Рекопи Південної Америки.

## Клубна кар'єра
У дорослому футболі дебютував 1986 року виступами за команду клубу «Ферровіарія», в якій того року взяв участь у 0 матчах чемпіонату.
Згодом з 1987 по 1989 рік грав у складі команд клубів «Платіненсе», «Інтернасьйонал» та «Платіненсе».
Своєю грою за останню команду привернув увагу представників тренерського штабу клубу «Атлетіко Паранаенсе», до складу якого приєднався 1990 року. Відіграв за команду з Куритиби наступні два сезони своєї ігрової кар'єри.
1992 року уклав контракт з клубом «Атлетіко Мінейро», у складі якого провів наступні три роки своєї кар'єри гравця.
Протягом 1995—1998 років захищав кольори клубів «Касіва Рейсол» та «Крузейро». Протягом цих років виборов титул переможця Рекопи Південної Америки.
З 1999 року знову, цього разу два сезони захищав кольори команди клубу «Атлетіко Мінейро».
З 2001 по 2002 рік продовжував кар'єру в клубах «Атлетіко Паранаенсе», «Аваї», «Америка Мінейро» та «Сан Раймундо».
Завершив професійну ігрову кар'єру у клубі «Інтернасьйонал Лімейра», за команду якого виступав протягом 2003—2003 років.

## Виступи за збірну
1991 року дебютував в офіційних матчах у складі національної збірної Бразилії. Протягом кар'єри у національній команді, яка тривала два роки, провів у формі головної команди країни чотири матчі.
У складі збірної був учасником Кубка Америки 1991 року в Чилі, де разом з командою здобув «срібло».

## Досягнення
- Срібний призер Кубка Америки: 1991
- Володар Кубка КОНМЕБОЛ:

«Атлетіко Мінейро»: 1992
- Переможець Рекопи Південної Америки:

«Крузейро»: 1998